# Luisa Wensing
Luisa Wensing (* 8. Februar 1993 in Goch) ist eine deutsche Fußballspielerin.

## Karriere

### Vereine
Vom Zwillingsbruder zum Training mitgenommen, begann Wensing fünfjährig bei Rheinwacht Erfgen mit dem Fußballspielen und spielte gemeinsam mit Jungen für den Verein bis zum 15. Lebensjahr, bevor sie im Sommer 2008 in die Jugendabteilung des FCR 2001 Duisburg gelangte. Mit der U-17-Mannschaft erreichte sie das Finale um die B-Juniorinnen-Meisterschaft 2009, das nach Elfmeterschießen gegen den 1. FFC Turbine Potsdam verloren wurde. Seit 2009/10 gehört sie dem Kader des Bundesligisten FCR 2001 Duisburg an, für den sie am 17. Oktober 2009 (5. Spieltag), beim 2:2-Unentschieden im Heimspiel gegen den 1. FFC Turbine Potsdam debütierte. In ihrer ersten Saison bestritt sie 17 von 22 Spielen, so auch in der Folgesaison, wobei ihr am 21. November 2010 (14. Spieltag) beim 5:1-Sieg im Auswärtsspiel gegen den Hamburger SV ihr erstes Bundesligator zum zwischenzeitlichen 3:0 gelang.
Im Sommer 2012 wechselte sie zum Ligarivalen VfL Wolfsburg und gab am 23. September 2012 ihr Debüt im Trikot des VfL. Gleich in der ersten Saison gewann sie mit dem VfL das Triple. 
Wensing erlitt im Sommer 2016 erneut einen Beinbruch. Im Zeitraum 2015 bis 2018 wurde sie hauptsächlich für Wolfsburg II in der 2. Bundesliga Nord eingesetzt. Ab der Saison 2018/19 spielte sie zwei Jahre beim SV Werder Bremen. Zur Saison 2020/21 wechselte Wensing zum SC Freiburg.
Nach Abschluss der Saison 2023/24 beendete Wensing ihre aktive Profi-Karriere. Im Sommer 2024 schloss sie sich dem Oberligisten SV Gottenheim an.

### Nationalmannschaft
Am 16. April 2008 debütierte sie in der U15-Nationalmannschaft, die in Bisham Abbey die Auswahl Englands mit 4:1 besiegte. Bis zum 22. August 2008 folgten noch vier Einsätze, wobei ihr an diesem Tage, beim 5:1-Sieg über die Auswahl Russlands, mit dem Treffer zum 1:0 ihr erstes Länderspieltor gelang.
Am 11. April 2009 debütierte sie in der U17-Nationalmannschaft, die in Sopron/Ungarn die Auswahl Ungarns mit 6:0 besiegte. Sie nahm vom 22. bis 25. Juni 2009 an der U17-Europameisterschaft in Nyon/Schweiz teil, an dessen Turnierende der Europameistertitel stand.
Ihr erstes Länderspiel für die U19-Nationalmannschaft krönte sie am 31. März 2011 in Llanelli beim 1:1-Unentschieden gegen Wales mit dem Führungstreffer in der 8. Spielminute. Vom 30. Mai bis 11. Juni 2011 nahm sie mit der Mannschaft an der U19-Europameisterschaft in Italien teil und drang bis ins Finale vor. Mit dem Treffer zum 1:0 in der 29. Minute leitete sie den 8:1-Sieg über die Auswahl Norwegens ein und damit den Gewinn der Europameisterschaft.
2012 stand sie in allen Spielen der U20-Weltmeisterschaft in Japan in der Startformation und erzielte zwei Kopfballtore. Die Mannschaft blieb fünf Spiele ohne Gegentor, verlor das Finale jedoch mit 0:1 gegen die USA.
Am 2. März 2012 kam sie im Rahmen des Algarve-Cups beim 1:0-Sieg über China zu ihrem ersten Einsatz in der A-Nationalmannschaft, als sie in der 67. Minute für Bianca Schmidt eingewechselt wurde.
Bei der vom 10. bis 28. Juli 2013 ausgetragenen Europameisterschaft in Schweden stand sie im Kader der deutschen Fußballnationalmannschaft, kam aber nur beim dritten Gruppenspiel gegen Norwegen zum Einsatz und wurde am Ende des Turniers Europameisterin 2013. Mit dem Treffer zum 4:0-Endstand in der 80. Minute im WM-Qualifikationsspiel gegen die Auswahl Kroatiens erzielte sie ihr erstes und einziges Länderspieltor.
Am 6. März 2015 brach sie sich in der Nachspielzeit des Spiels gegen China beim Algarve-Cup 2015 das Wadenbein. Danach bestritt sie kein Länderspiel mehr.

## Erfolge
Nationalmannschaft
- Europameister 2013
- Zweiter der U20-Weltmeisterschaft 2012
- U19-Europameister 2011
- Dritter U17-Europameisterschaft 2010
- U17-Europameister 2009
- Algarve-Cup-Sieger 2014

Verein
- UEFA Champions-League-Sieger: 2013, 2014
- Deutscher Meister: 2013, 2014, 2017 (ohne Einsatz), 2018
- DFB-Pokal-Sieger: 2010, 2013, 2015, 2016 (ohne Einsatz), 2017 (ohne Einsatz), 2018

## Auszeichnungen
- Preisträgerin der Fritz-Walter-Medaille in Silber 2011 (U-18)[6]